# Doug Ose
Doug Ose właściwie Douglas Arlo Ose (ur. 27 czerwca 1955 w Sacramento) – amerykański polityk, członek Partii Republikańskiej.

## Działalność polityczna
W okresie od 3 stycznia 1999 do 3 stycznia 2005 przez trzy kadencje był przedstawicielem 3. okręgu wyborczego w stanie Kalifornia w Izbie Reprezentantów Stanów Zjednoczonych.